# Agens otpuštanja serotonina
Agens otpuštanja serotonina (SRA) je tip leka koji indukuje otpuštanje serotonina iz presinaptičkog neurona u sinapsu. To zatim dovodi do povećanja ekstracelularne koncentracije serotonina i stoga do povećane serotonergičke neurotransmisije.

## Klinička i rekreaciona primena
MDMA, MDEA, MDA, MBDB, i niz srodnih liganda su rekreacione droge. Ove materije deluju kao agensi otpuštanja serotonina, dopamina i norepinefrina.
Fenfluramin, hlorfentermin, i aminoreks su korišteni kao supresanti apetita, ali je njihova primena prekinuta zbog mogućih pojava srčane fibroze. Smatra se da se ova nuspojava javlja ne samo usled njihovog SRA dejstva, nego i usled potentnog agonizma  receptora. Poznato je da dizajnirane droge MDMA i 4-metilaminoreks, koje su isto tako SRA i 5-HT2B agonisti, takođe uzrokuju tu nuspojavu.
Tramadol, pored svog opioidnog dejstva i inhibicije ponovnog preuzimanja norepinefrina, deluje kao SRA i koristi se kao analgetik. Indeloksazin je SRA i inhibitor ponovnog preuzimanja norepinefrina, koji se koristi kao nutropik i neuroprotektant.
αET i αMT su oslobađajući agensi serotonina, norepinefrina, i dopamina koji su ranije bili korišteni kao antidepresivi u Rusiji. Oni se u danjašnje vreme sreću jedino kao rekreacione droge.

## Literatura
- Marona-Lewicka D, Nichols DE (1997). „The Effect of Selective Serotonin Releasing Agents in the Chronic Mild Stress Model of Depression in Rats”. Stress (Amsterdam, Netherlands). 2 (2): 91—100. PMID 9787258. doi:10.3109/10253899709014740.
- Scorza C, Silveira R, Nichols DE, Reyes-Parada M (1999). „Effects of 5-HT-releasing agents on the extracellullar hippocampal 5-HT of rats. Implications for the development of novel antidepressants with a short onset of action”. Neuropharmacology. 38 (7): 1055—61. PMID 10428424. doi:10.1016/S0028-3908(99)00023-4.
- Rothman RB, Baumann MH (2002). „Serotonin releasing agents. Neurochemical, therapeutic and adverse effects”. Pharmacology, Biochemistry, and Behavior. 71 (4): 825—36. PMID 11888573. doi:10.1016/S0091-3057(01)00669-4.